# Devin Booker
Devin Armani Booker (Grand Rapids, Michigan, 1996. október 30. –) olimpiai bajnok amerikai kosárlabdázó, a Phoenix Suns játékosa a National Basketball Association-ben (NBA). Középiskolai éveit a Moss Point High School-ban töltötte, míg egyetemen a Kentucky Egyetemen játszott. 13. helyen válaszolta a Phoenix Suns a 2015-ös NBA-draftban. 2017. március 24-én a legfiatalabb játékos lett, aki 60 pontnál többet dobott egy mérkőzésen, mikor 70-et szerzett a Boston Celtics ellen. 2019 márciusában, 22 évesen a legfiatalabb NBA-játékos lett, aki sorozatban több meccsen is 50 pontot dobott. Apja, Melvin Booker három csapatban játszott az NBA-ben. Devin négyszeres NBA All Star, 2021-ben vezetésével az NBA-döntőbe jutott a Suns.

## Az NBA előtt
Devin Armani Booker Veronica Gutiérrez kozmetikus és Melvin Booker fiaként született 1996. október 30-án. Melvin 1994-ben a Big Eight év játékosa volt, mikor a Missouri irányítója volt. Booker Grand Rapids-ban született és nőtt fel, mexikói-puerto ricói anyjával, amíg afroamerikai apja nemzetközi kosárlabda karrierjét folytatta. Booker gyakran látogatta apját nyáron, aki tanította kosárlabdázni. Iskolába Booker barátságot kötött D’Angelo Russellel Tyler Ulisszal, később mind hárman játszottak az NBA-ben.

### Középiskola
Középiskolában Booker a Grandville és a Moss Point játékosa volt. Utóbbi iskolában apja asszisztens edző volt a játékos első évétől. A Northeast Jones ellen Booker 54 pontot dobott egy meccsen, amellyel majdnem megdöntötte iskolájának rekordját. Már első évében több egyetem is érdeklődött iránta, mint a Mississippi State, az Ole Miss, a Florida, az Alabama, a Georgetown, a Michigan és a Missouri. Booker második évében a Moss Pointtal, irányító pozícióra váltott. Egy decemberi mérkőzésén több pontot dobott, mint az ellenfél teljes csapata. A szezon végére voltak ajánlatai a Duke, a North Carolina, a Florida, a Michigan, a Michigan State, a Missouri és a Mississippi State Egyetemektől. Utolsó évében az ESPN felajánlotta neki, hogy élőben, televízión jelentse be melyik egyetemen fog játszani, de Booker ezt elutasította. November 13-án ő, Tyler Ulis, Karl-Anthony Towns és Trey Lyles mind aláírtak a Kentucky Egyetemmel.

### Egyetem
Első meccsén a csapattal Booker 16 pontot dobott, 66.67%-os hatékonysággal. November 23-án az akkor szezon rekordnak számító 18 pontot szerzett a Montana State ellen. A következő meccsén megdöntötte saját rekordját 19 ponttal, a Texas-Arlington ellen, amelyből 15-öt hárompontosból szerzett. A Kentuckyval töltött 38 meccs alatt 10 pontot, 2 lepattanót, 1.1 gólpasszt és 21.5 percet átlagolt. A szezon végén elnyerte a SEC Az év hatodik embere díjat, illetve beválasztották az Év elsőéves csapatába és az All-SEC Második csapatba.
2015. április 9-én bejelentette, hogy része lesz a 2015-ös NBA-draftnak. Csapattársai közül csatlakozott hozzá Karl-Anthony Towns, Andrew Harrison, Aaron Harrison, Dakari Johnson, Willie Cauley-Stein és Trey Lyles.

## Profi pályafutása

### 2015–napjainkig: Phoenix Suns

#### 2015–2016-os szezon
2015. június 25-én Bookert a 13. helyen választotta a Phoenix Suns a 2015-ös NBA-drafton. Július 13-án írta alá újonc szerződését és a következő hét nyári liga mérkőzésen 15. pontot, 4.9 lepattanót és 1.7 gólpasszt átlagolt. Két nappal 19. születésnapja előtt debütált az NBA-ben, a Dallas Mavericks ellen. Az NBA történetének első játékosa lett, aki 18 évesen debütált azt követően, hogy egyetemen is játszott legalább egy évet. A Mavericks elleni mérkőzésen 14 pontot szerzett, 86%-os mezőnygól százalékkal. Ugyan főként a cserpadon kezdte a mérkőzéseket, Eric Bledsoe december 26-i sérülését követően a szezon hátralevő részében ő volt a kezdő dobóhátvéd. A sérülés előtt 5.4 pontot átlagolt, ami a szezon második felében emelkedett.
2016. január 2-án Booker 21 pontot szerzett a Sacramento Kings elleni 142–119 arányú vereség alkalmával. Csak Kobe Bryant, Tracy McGrady, LeBron James, Dwight Howard és Kevin Durant szerzett legalább kétszer 20-nál több pontot Bookernél fiatalabban. A legfiatalabb Phoenix Suns játékos és az ötödik legfiatalabb NBA-játékos lett, aki dupladuplát szerzett, LeBron James, Andrew Bynum, Jánisz Antetokúnmpo és Michael Kidd-Gilchrist után. Január 19-én 32 pontot szerzett az Indiana Pacers ellen, amely alatt hat hárompontost szerzett, újonc rekordot a csapat történetében. A harmadik legfiatalabb NBA-játékos, aki szerzett legalább 30 pontot, LeBron James és Kevin Durant mögött. Február 12-én 23 pontot szerzett a 2016-os Rising Stars Challenge-en. Másnap részt vett a hárompontos versenyen, minden idők legfiatalabb résztvevőjeként. Eljutott az utolsó körig, megelőzve James Hardent és J. J. Redick-et.

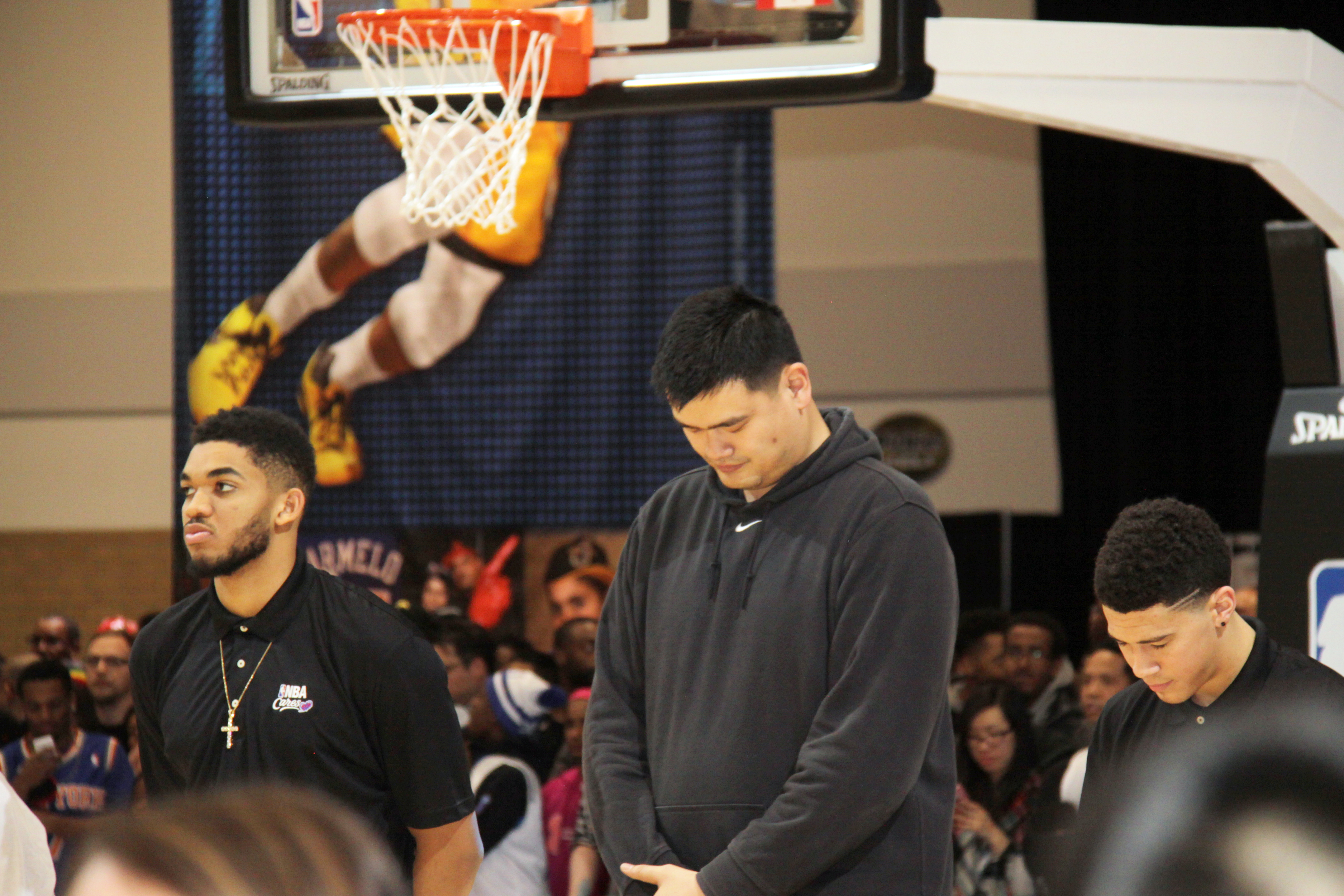
Booker (jobb szélen) a 2016-os All Star-gálán Karl-Anthony Towns (balra) és Jao Ming (középen) mellett.

Március 3-án 34 pontot szerzett a Miami Heat ellen, amellyel Richard Dumas óta az első Suns-újonc lett, aki többször is szerzett legalább 30 pontot egy szezonban. Március 9-én ismét 30-nál több pontot szerzett, míg másnap 35-öt (egy hét alatt a harmadik alkalommal 30+-ot), amellyel LeBron James után az első játékos lett, akik tinédzserként sorozatban két 30 pontos mérkőzést játszottak. Márciusban ő szerezte a legtöbb pontot (22.4) és gólpasszt (4.9) mérkőzésenként átlagosan, újoncok között. Hatodik és egyben utolsó 30 pontos mérkőzését az Atlanta Hawks ellen szerezte április 5-én. Április 9-én 16 pontot szerzett a New Orleans Pelicans ellen, amellyel a szezonban elérte az 1,014-es ponthatárt. A negyedik legfiatalabb játékos lett, aki karrierjében elért legalább 1000 pontot, LeBron James-t, Kevin Durant-et és Kobe Bryant-et követően. 1,048 pontot szerzett összesen a szezonban, 13.8-at átlagolva. A csapat 82 mérkőzéséből 76-on játszott a szezonban, a Suns 13. (23–59) lett a nyugati főcsoportban, a csapat történetének második legrosszabb eredményét elérve. Negyedik lett a 2016-os Az év újonca szavazáson és beválasztották az első újonc csapatába, Amar'e Stoudemire (2003) óta az első Suns-játékosként.

#### 2016–2017-es szezon
A nyáron Booker Earl Watsonnal és Baron Davisszel edzett és játszott az amerikai kosárlabda-válogatott ellen a 2016-os olimpia előtt. A Suns nyári liga csapatában kétszer játszott Las Vegasban. Ugyan Bledsoe visszatért sérüléséből, Booker maradt a kezdő dobóhátvéd, a padon pedig Brandon Knight kezdett. A Suns szezonjának első mérkőzésén Booker 18 pontot szerzett a Sacramento Kings ellen. Booker Marquese Chriss és Dragan Bender mellett játszott, amivel a Suns az első NBA-csapat lett, amely egy mérkőzésen három tinédzsert játszatott. November 4-én és 6-án karrier rekord pontot szerzett, 38-at és 39-et, amellyel 1988 óta az első Suns-játékos lett, aki sorozatban két meccsen legalább 38 pontot szerzett.
2017. január 12-én 28 pontot szerzett a negyedik negyedben (összesen 39-et aznap), amellyel Suns-rekordot állított be az egy negyedben szerzett legtöbb pontért. Két nappal később ismét 39 pontot szerzett, amellyel a legfiatalabb NBA-játékos lett, aki legalább 39 pontot szerzett sorozatban két mérkőzésen. Február 4-én 20 évesen és 97 naposan a legfiatalabb játékos lett, aki sorozatban 16 NBA-mérkőzésen 20 pontot szerzett. Ez a sorozata a második leghosszabb első-, vagy másodéves játékos által, Vince Carter (23, 1999–2000) mögött.
Március 24-én a Boston Celtics ellen a hatodik játékos lett az NBA történetében, aki egy mérkőzésen legalább 70 pontot szerzett, Wilt Chamberlain, David Robinson, David Thompson, Elgin Baylor és Kobe Bryant után. Az NBA történetének tizenegyedik 70 pontos mérkőzése volt, 45 perc alatt 70 pontot, 8 lepattanót és 6 gólpasszt szerzett. 20 évesen a legfiatalabb játékos lett, aki 70 (és 60) pontot tudott szerezni egy mérkőzésen. 2006 januárja óta, Kobe Bryant 81 pontos meccse óta ő szerezte a legtöbb pontot egy meccsen. A Suns rekordja 60 pont volt, amelyet Tom Chambers állított be 1990. március 24-én. Április 9-én megelőzte. Bryant-et, a 21 év alatt legtöbb pontot szerző játékosok listán, előtte csak Carmelo Anthony, Kevin Durant és LeBron James maradt. Booker 22.1 pontot átlagolt második szezonjában, amely közel kilenccel volt jobb, mint újonc évében.

#### 2017–2018-as szezon
2017. október 28-án Booker 34 pontot szerzett a Portland Trail Blazers ellen, a 21. 30 pontos mérkőzésén karrierjében, amellyel 21 éves kora előtt harmadik legtöbb 30 pontos mérkőzését játszotta (LeBron James – 57, Kevin Durant – 28). November 6-án 18 pontot szerzett a Brooklyn Nets ellen, amellyel átlépte a 3000 pontot karrierjében, a negyedik legfiatalabb játékosként (LeBron James, Kevin Durant, Carmelo Anthony). A Suns első 17 mérkőzésén, hét 30 pontos mérkőzése volt, amelynél csak Charlie Scott ért el többet az azonos időszakban.
December 2-án 38 pontot szerzett a Boston Celtics ellen, amellyel Wilt Chamberlain és Elgin Baylor mellett az egyetlen játékos lett, aki a 70 pontos mérkőzése utáni első mérkőzésén az azonos ellenfél ellen legalább 32 pontot szerzett. Két nappal később szezon-rekord 46 pontot szerzett a Philadelphia 76ers ellen.
December 6-án megsérült a Toronto Raptors ellen, nem játszhatott három hétig. December 26-án a Memphis Grizzlies elleni mérkőzésen 32 pontot szerzett. Februárban négy mérkőzést ki kellett hagynia sérülés miatt. Február 17-én megnyerte a hárompontos versenyt Klay Thompson és Tobias Harris ellen, rekord 28 ponttal.
Március 2-án 39 pontot szerzett az Oklahoma City Thunder ellen, amellyel 21 évesen és 123 naposan a harmadik legfiatalabb játékos lett az NBA történetében, aki elért 4000 pontot, LeBron James és Kevin Durant után. Csapatának utolsó 12 mérkőzését sérülés miatt ki kellett hagynia.

#### 2018–2019-es szezon
2018. július 7-én Booker aláírt egy öt éves, 158 millió dolláros maximum szerződést.
Szeptember 10-én hat hétig nem játszhatott, miután műtéten kellett átesnie. A Suns szezonjának első mérkőzésén 35 pontot szerzett a Dallas Mavericks ellen. A szezon kezdetén több mérkőzésen is 30 pontot szerzett, annak ellenére, hogy hat mérkőzést ki kellett hagynia sérülés miatt. Január 24-én Booker az ötödik legfiatalabb játékos lett, aki 5000 pontot szerzett, LeBron James, Kevin Durant, Carmelo Anthony és Dwight Howard után.
Február 25-én 20 pontot szerzett, hogy megszakítsa a Suns 17 mérkőzéses vereségi sorozatát a Miami Heat elleni győzelem (124–121) alkalmával. Március 25-én 59 pontot szerzett a Utah Jazz ellen, amellyel az első játékos lett az NBA történetében, aki legalább 50 pontot szerzett, de csapata kikapott legalább 30 ponttal. Ezen kívül a harmadik NBA-játékos lett, aki 50 pontot szerzett egy mérkőzésen, amelyben egyik csapattára se ért el legalább 10-et. Március 27-én 50 pontot szerzett a Wizards ellen, amellyel a legfiatalabb játékos lett, aki sorozatban két meccsen 50-et tudott szerezni. Március 30-án 48 pontot szerzett, amellyel mindössze 2 pontra volt, hogy az ötödik játékos legyen az NBA történetében, aki sorozatban három mérkőzésen 50 pontot tudott szerezni.
Április 3-án megsérült, amelyet követően ki kellett hagynia a szezon hátralévő részét.

#### 2019–2020-as szezon: első All Star-szezon
2019. november 23-án Booker közel állt egy tripladuplához, mikor 35 pontot szerzett, 12 lepattanót (karrier rekord) és 9 gólpasszt a Minnesota Timberwolves ellen. December 27-től január 7-ig Booker sorozatban hét mérkőzésen szerzett legalább 30 pontot. Ez csapat rekordnak számít, amelyet korábban Charlie Scott és Charles Barkley állított be. Ugyanezzel a sorozatával az egyetlen játékos az 1983–1984-es szezon óta, aki legalább 30 pontot és 6 gólpasszt szerzett, 47%-os mezőnygól százalékkal. Január 28-án Booker a negyedik legfiatalabb játékos lett, aki elérte karrierje során a 7000 pontot, LeBron James, Kevin Durant és Carmelo Anthony után. Bookert 2020. február 13-án All Starnak választották, Damian Lillard helyére, sérülése után. A hárompontos versenyben is átvette a Trail Blazers irányítójának helyét, ahol második lett Buddy Hield mögött.
A 2020-as NBA-buborékban Booker 8–0-ás teljesítményhez vezette a Suns-t, amely a csapat első győzelmi sorozata volt a 2009–2010-es szezon óta. Augusztus 4-én Booker a mérkőzés idejének lejárta után nyerte meg a meccset a Paul George és Kawhi Leonard által vezette Clippers ellen. Augusztus 11-én 35 pontot szerzett, amellyel megelőzte Walter Davis-t a legtöbb 30 pontos mérkőzésért a csapat történetében. Az NBA-buborékban jelölték az MVP díjra.

#### 2020–2021-es szezon: első NBA-döntő szereplés
2021. január 22-én Booker elérte a 8000 pontos határt a Denver Nuggets ellen. Február 1-ig sérült volt, visszatérésén elérte a 700 hárompontost karrierjében. Két nappal később megelőzte Dan Majerle-t, mint a 10. legtöbb pontot szerző Suns játékos. Február 7-én Ismételten közel volt első tripladuplájához, mikor 18 pontot, 11 gólpasszt és 7 lepattanót szerzett a Boston Celtics ellen. Másnap Booker 36 pontot szerzett a Cleveland Cavaliers ellen, amelyet február 13-án ismét elért, a Philadelphia 76ers ellen. Karrierjében először nevezték a nyugati főcsoport legjobb játékosának a február 8-i héten. Ezen a héten 32.8 pontot, 5.3 gólpasszt és 5 lepattanót átlagolt, 56.3%-os mezőnygól százalékkal, illetve 47.6%-os hárompontos százalékkal. Az első Suns játékos lett (Goran Dragić) 2014 óta, aki elnyerte a díjat.
Február 24-én sorozatban második évében All Star lett, ezúttal Anthony Davis helyett. Ő is Chris Paul lett az első Suns-duó Steve Nash és Amar'e Stoudemire (2010) óta, akik együtt lettek All Starok. Ezek mellett 2010 óta először jutott a rájátszásba a Suns ebben a szezonban.
Booker május 23-án mutatkozott be az NBA-rájátszásban, 34 pontot, 7 lepattanót és 8 gólpasszt szerezve a címvédő Los Angeles Lakers ellen. Június 3-án 47 pontot szerzett a Lakers elleni utolsó mérkőzésükön.
A Denver Nuggets elleni negyedik mérkőzésen a főcsoport elődöntőben Booker 34 pontot és 11 lepattanót szerzett a 125–118-as Suns győzelem során, amellyel a csapat 4–0-ás arányban ejtette ki a Nuggets-et, elérve első főcsoportdöntőjüket 2010 óta.
A főcsoportdöntő első mérkőzésén Booker elérte első tripladupláját 40 ponttal, 13 lepattanóval és 11 gólpasszal a Los Angeles Clippers elleni 120–114 arányú győzelem során. A sorozat hatodik mérkőzésében Booker 22 pontot szerzett a Clippers ellen, amellyel a Suns 1993 óta először szerepelt egy NBA-döntőben.
A 2021-es NBA-döntő első mérkőzésén 27 pontot szerzett a Milwaukee Bucks elleni győzelem során, amelyet a második mérkőzésen túllépett, 31 ponttal.

## Statisztikák
A Basketball Reference adatai alapján.

### Egyetem
| Év      | Csapat            | JM | KM | JP/M | MG%  | 3P%  | BD%  | LP/M | GP/M | L/M | B/M | P/M  |
| ------- | ----------------- | -- | -- | ---- | ---- | ---- | ---- | ---- | ---- | --- | --- | ---- |
| 2014–15 | Kentucky Wildcats | 38 | 0  | 21.5 | .470 | .411 | .828 | 2.0  | 1.1  | .4  | .1  | 10.0 |

### NBA

#### Alapszakasz
| Év        | Csapat       | JM  | KM  | JP/M | MG%  | 3P%  | BD%  | LP/M | GP/M | L/M | B/M | P/M  |
| --------- | ------------ | --- | --- | ---- | ---- | ---- | ---- | ---- | ---- | --- | --- | ---- |
| 2015–2016 | Phoenix Suns | 76  | 51  | 27.7 | .423 | .343 | .840 | 2.5  | 2.6  | 0.6 | 0.3 | 13.8 |
| 2016–2017 | Phoenix Suns | 78  | 78  | 35.0 | .423 | .363 | .832 | 3.2  | 3.4  | 0.9 | 0.3 | 22.1 |
| 2017–2018 | Phoenix Suns | 54  | 54  | 34.5 | .432 | .383 | .878 | 4.5  | 4.7  | 0.9 | 0.3 | 24.9 |
| 2018–2019 | Phoenix Suns | 64  | 64  | 35.0 | .467 | .326 | .866 | 4.1  | 6.8  | 0.9 | 0.2 | 26.6 |
| 2019–2020 | Phoenix Suns | 70  | 70  | 35.9 | .489 | .354 | .919 | 4.2  | 6.5  | 0.7 | 0.3 | 26.6 |
| 2020–2021 | Phoenix Suns | 67  | 67  | 33.9 | .484 | .340 | .867 | 4.2  | 4.3  | 0.8 | 0.2 | 25.6 |
| 2021–2022 | Phoenix Suns | 68  | 68  | 34.5 | .466 | .383 | .868 | 5.0  | 4.8  | 1.1 | 0.4 | 26.8 |
| 2022–2023 | Phoenix Suns | 53  | 53  | 34.6 | .494 | .351 | .855 | 4.5  | 5.5  | 1.0 | 0.3 | 27.8 |
| 2023–2024 | Phoenix Suns | 68  | 68  | 36.0 | .492 | .364 | .886 | 4.5  | 6.9  | 0.9 | 0.4 | 27.1 |
| 2024–2025 | Phoenix Suns | 75  | 75  | 37.3 | .461 | .332 | .894 | 4.1  | 7.1  | 0.9 | 0.2 | 25.6 |
| Összesen  | Összesen     | 673 | 648 | 34.4 | .464 | .354 | .873 | 4.0  | 5.2  | 0.9 | 0.3 | 24.4 |
| All Star  | All Star     | 3   | 0   | 22.7 | .475 | .150 | —    | 4.3  | 3.0  | 2.0 | 0.3 | 13.7 |

#### Rájátszás
| Év       | Csapat       | JM | KM | JP/M | MG%  | 3P%  | BD%  | LP/M | GP/M | L/M | B/M | P/M  |
| -------- | ------------ | -- | -- | ---- | ---- | ---- | ---- | ---- | ---- | --- | --- | ---- |
| 2021     | Phoenix Suns | 22 | 22 | 40.4 | .447 | .321 | .905 | 5.6  | 4.5  | 0.8 | 0.2 | 27.3 |
| 2022     | Phoenix Suns | 10 | 10 | 36.6 | .451 | .431 | .887 | 4.8  | 4.4  | 0.5 | 0.4 | 23.3 |
| 2023     | Phoenix Suns | 11 | 11 | 41.7 | .585 | .508 | .866 | 4.8  | 7.2  | 1.7 | 0.8 | 33.7 |
| 2024     | Phoenix Suns | 4  | 4  | 41.5 | .492 | .350 | .951 | 3.3  | 6.0  | 1.8 | 0.3 | 27.5 |
| Összesen | Összesen     | 47 | 47 | 40.0 | .486 | .389 | .899 | 5.1  | 5.3  | 1.0 | 0.4 | 28.0 |

## Magánélete
Booker anyai ági nagyapja Mexikóból származik. Devin az apjának egyetlen fia, Veronica Gutierreztől. Két féltestvére van, Mya Powell és Davon Wade.